# جائزة ألمانيا الكبرى 1954
جائزة ألمانيا الكبرى 1954 هو سباق فورمولا 1 أقيم بتاريخ 1 أغسطس 1954 في حلبة نوربورغرينغ، ألمانيا الغربية. كان السادس من أصل 9 في بطولة العالم لسباقات الفورمولا واحد موسم 1954. حلّ الأرجنتيني خوان مانويل فانجيو أولا.